# 法國國鐵BB 67400型柴油機車
BB 67400型柴油机车是法国布里索诺及洛茨公司（Brissonneau and Lotz）为法國國家鐵路公司设计制造的一种电力传动柴油机车。
BB 67400型柴油机车是在BB 67300型机车的基础上改进而成的四轴电传动客货运通用柴油机车，两者总体结构相近，机车装用一台2000马力的SEMT V16 PA 4型高速柴油机，采用交—直流电传动、单电机转向架；但BB 67400型机车改为采用了与BB 15000型电力机车类似的二系悬挂转向架，一系悬挂为轴箱两侧螺旋弹簧，二系悬挂为橡胶金属复合结构旁承，有效改善了机车高速运行时的动力学性能和舒适性。此外，BB 67400型机车并采用了功率更大的牵引电动机，额定功率为762.5千瓦，机车持续功率提高到1525千瓦。机车最高运行速度仍为140公里/小时，设有列车供电装置，能够为旅客列车提供照明和取暖用的交流电源。
首批BB 67400型柴油机车于1969年8月14日配属尚贝里机务段投入运用。在1970年代，BB 67400型机车曾经是法国铁路非电气化干线的主型客运机车之一，与CC 72000型柴油机车共同承担了大部分旅客快车的牵引任务，例如里昂至波尔多、南特、图尔的城际线。